# جون ديكسترا
جون ديكسترا هو سياسي أمريكي، ولد في 16 يناير 1875، وتوفي في 1959. نشط حزبياً في الحزب الجمهوري. وقد انتخب عضو مجلس نواب ميشيغان ‏.